# Geheimagent Lennet
Geheimagent Lennet (im Original Langelot) ist der deutsche Titel einer erfolgreichen französischen Jugendbuchserie des renommierten Schriftstellers Vladimir Volkoff, die dieser von 1965 bis 1986 unter dem Pseudonym „Lieutenant X“ (deutsch: „Leutnant X“) beim Verlag Hachette Livre in der Reihe Bibliothèque verte veröffentlichte. Seit 1991 wird die Serie bei Editions du Triomphe neu aufgelegt. In Deutschland veröffentlichte der Franz Schneider Verlag achtzehn der 40 Bücher in deutscher Übertragung.
Die Serie handelt von den Abenteuern eines jungen Waisen, der mit achtzehn Jahren zum Geheimagenten wird und dessen Familienname – der gleichzeitig Vor- und Nachname ist – Lennet (Langelot) lautet. Der Autor, der selbst für den französischen Nachrichtendienst gearbeitet hatte, beschreibt zielgruppengerecht den Alltag der Agenten zur Zeit des Kalten Krieges. Bis 1986 verwendete er das Pseudonym „Lieutenant X“, enthüllte seine wahre Identität erst gegen Ende seines Lebens, Anfang der 2000er Jahre, als „Langelot“ im Verlag Editions du Triomphe neu aufgelegt wurde; in diesen Neuauflagen wird sein richtiger Name angegeben. Die Serie war in Frankreich sehr erfolgreich – bis Mai 1971 waren (bei fünfzehn Titeln) bereits mehr als eine Million Exemplare der Romane verkauft. Von den vierzig veröffentlichten Titel wurden einige ins Deutsche, Spanische, Türkische, Indonesische und in Afrikaans übersetzt. 1981 wurde ein Ableger herausgebracht: „Corinne“ (nach einer Figur, die Lennet in seinem ersten Abenteuer kennengelernt hatte); nach zwei Missionen wurde diese Reihe jedoch wieder eingestellt. Schneider-Ton produzierte 1987 (mit wenig Erfolg) drei Hörspiel-Folgen, die (genau wie die Buchreihe) nicht fortgesetzt wurden.
Geheimagent Lennet legt im Auftrag des fiktiven Nachrichtendienstes Service national d'information fonctionnelle SNIF (in der deutschen Übersetzung teilweise auch FND = „Französischer Nachrichtendienst“) gegnerischen Agenten und gefährlichen Gangstern das Handwerk – und findet nebenbei immer genug Zeit für einen platonischen Flirt. Sein Motto lautet: „Solitaires mais solidaires“ (Einzelgänger, aber solidarisch). Sein Dienst innerhalb des SNIF ist der Schutz von Personen oder von nationalen Geheimnissen. Trotz seiner scheinbaren Naivität triumphiert Lennet (Langelot) im Laufe seiner Abenteuer über böse Spione (Cordovan, Oberst Chibani), verrückte Wissenschaftler (Monsieur T), internationale Kriminelle (Sidney, die Gelatine), dämonische Gestalten (Patroclas) und bösartige Organisationen (BIDI, SPHINX).
Er kämpft gegen Diktaturen – Antagonisten sind die Länder im Osten; der Eiserne Vorhang trennt die kommunistischen von den westeuropäischen Ländern – und gegen die Allmacht multinationaler Konzerne, die ihre finanziellen Interessen skrupellos durchsetzen wollen, indem Lennet (Langelot) gegen die SPHINX kämpft. Diese mafiöse Organisation wird in verschiedenen Episoden von dem Milliardär Sidney la Gelatine verkörpert, der einer ihrer Anführer ist. Lennet (Langelot) agiert in einer Gesellschaft, in der die Moderne Einzug hält – die Wahrung technologischer Geheimnisse, insbesondere für militärische Zwecke, ist deshalb von entscheidender Bedeutung. Das charakteristische Merkmal der Lennet-Geschichten und von Lennet selbst ist die Wirksamkeit seiner persönlichen Initiativen, die an Ungehorsam grenzen. Diese Konstante verleiht ihm die mächtige Fähigkeit, Manipulationen zu vereiteln (Volkoffs Lieblingsthema).

## In Deutschland erschienene Bücher
Die 18 im Franz Schneider Verlag erschienenen Bücher wurden in loser Reihenfolge herausgegeben und waren zum Teil um mehrere Kapitel gekürzt.
1. Geheimagent Lennet wird ausgebildet (1: Langelot agent secret, 1965)
2. Geheimagent Lennets erster Auftrag (2: Langelot et les espions, 1966)
3. Geheimagent Lennet und die Saboteure (4: Langelot et les saboteurs, 1966)
4. Geheimagent Lennet und der Satellit (3: Langelot et le satellite, 1966)
5. Geheimagent Lennet und die Astronauten (14: Langelot et les cosmonautes, 1970)
6. Geheimagent Lennet unter Verdacht (13: Langelot suspect, 1970)
7. Geheimagent Lennet jagt das Geisterschiff (15: Langelot et le sous-marin jaune, 1971)
8. Geheimagent Lennet und der Auftrag "Nebel" (5: Langelot et le gratte-ciel, 1967)
9. Geheimagent Lennet und der verräterische Lippenstift (17: Langelot et la danseuse, 1972)
10. Geheimagent Lennet und der Spinnenbaron (16: Langelot mène la vie de château, 1971)
11. Geheimagent Lennet und die Insel des Schweigens (27: Langelot sur l'ile déserte, 1977)
12. Geheimagent Lennet und das tödliche Signal (25: Langelot sur la côte d’azur, 1976)
13. Geheimagent Lennet und die Schlangenfestung (31: Langelot en permission, 1979)
14. Geheimagent Lennet und der Scheintote (32: Langelot garde du corps, 1979)
15. Geheimagent Lennet und das Kommando "Sonderurlaub" (39: Langelot mauvais esprit, 1982)
16. Geheimagent Lennet lässt die Bombe platzen (35: Langelot contre la marée noire, 1981)
17. Geheimagent Lennet wittert Verrat (23: Langelot kidnappé, 1975)
18. Geheimagent Lennet und die Doppelgängerin (9: Langelot et l’inconnue, 1968)

## In Deutschland erschienene Hörspiele
Die von Schneider-Ton produzierten Teile (die kein französisches Pendant haben) warteten mit großen Namen der Hörspielszene auf: Rolf Schimpf als Erzähler und Pierre Franckh als Lennet. Die Reihe wurde nach den drei produzierten Hörspielen nicht fortgesetzt.
- Geheimagent Lennets erster Auftrag (1987)
- Geheimagent Lennet und der Auftrag "Nebel" (1987)
- Geheimagent Lennet und die Astronauten (1987)